# Луїс Вулф Гілберт
Луїс Вулф Гілберт (англ. Louis Wolfe Gilbert; 31 серпня 1886, Одеса, Російська імперія — 12 липня 1970, Лос-Анджелес, Каліфорнія, США) — американський композитор, автор пісень «Тін Пен Еллі». Найбільш відомий, як автор слів пісні "Рамона"(1928), першої в історії пісні-теми до кінофільму.

## Життєпис
Народився у місті Одеса, Україна, яке перебувало в той час у складі Російської імперії.
Гілберт почав свою кар'єру, гастролюючи з Джоном Л. Салліваном і співаючи у квартеті в маленькому кафе на Коні-Айленді під назвою College Inn, де він зустрів англійського продюсера Альберта Декурвіля. Декурвіль привіз його до Лондона у складі регтайм-октету.
Перший успіх прийшов до Гілберта у 1912 році, коли музичне видавництво F. A. Mills Music Publishers опублікувало його пісню «Waiting For the Robert E. Lee» (мелодія композитора Льюїса Ф. Мюїра). Пізніше Гілберт написав слова і музику для пісні«Down Yonder» — продовження «Waiting for the Robert E. Lee». «Down Yonder» стала стандартом інструментальної композиції, хоча текст пісні виконується рідко.
У 1924 році Луїс приєднався до Американського товариства композиторів, авторів і видавців (ASCAP)Після переїзду до Голлівуду у 1929 році почав писати для кіно, телебачення і радіо (в тому числі для шоу Едді Кантора).
Протягом 1930-х років композитор працював над кубинськими піснями, які допомогли популяризувати румбу в Америці. Він написав англійські тексти для таких хітів як:«The Peanut Vendor», «Mama Inez» та «Maria My Own».
Гілберт написав тексти пісень для популярного дитячого телевізійного вестерну «Гопалонг Кессіді», який вперше вийшов в ефір у 1949 році на каналі NBC. Він був новатором у своїй галузі, будучи одним з перших авторів пісень, який почав публікувати й просувати каталог власних творів. Він був директором ASCAP з 1941 по 1944 рік, а потім знову в 1953 році. У 1970 році Гілберта було введено до Зали слави піснярів.
Відомий як «Вольфі», Гілберт і його дружина Роуз жили в Беверлі-Гіллз. Луїс та його родина були членами Голлівудського Храму Ізраїлю.
Він помер у Лос-Анджелесі, Каліфорнія, 12 липня 1970 р. Його первісне місце поховання було на кладовищі Меморіального парку Хіллсайд у Калвер-Сіті (Мавзолей, Суд мудреців, крипта 223), але пізніше він був перепохований на кладовищі Форест-Лаун (Кафедральне місто) поблизу Палм-Спрінгз, Каліфорнія.

## Пісні
- 1912 «Waiting for the Robert E. Lee» (music by Lewis F. Muir)
- 1912 "Hitchy-Koo"[en](music by Lewis F. Muir and Maurice Abrahams[en], recorded by Collins & Harlan[en]

- 1912 «Ragging the Baby to Sleep» (music by Lewis F. Muir)
- 1912 «Take Me to that Swanee Shore» (music by Lewis F. Muir)
- 1913 «Mammy Jinny's Mubilee» (music by Lewis F. Muir)
- 1914 «By Heck» (music by S. R. Henry)
- 1914 «She's Dancing Her Heart Away» (music by Kerry Mills[en])
- 1915 «My Sweet Adair» (music by Anatole Friedland)
- 1916 «I Miss You Miss America» (music by Lee S. Roberts[en])
- 1916 «I've Got the Army Blues» (with Carey Morgan[en])
- 1916 «My Hawaiian Sunrise» (music by Carey Morgan, recorded by Henry Burr[en] and Albert C. Campbell[en])
- 1917 «Are You From Heaven?» (music by Anatole Friedland)
- 1917 «Camouflage» (with Anatole Friedland)
- 1917 «Lily of the Valley» (music by Anatole Friedland)
- 1917 "Set Aside Your Tears (Till the Boys Come Marching Home)"[en] (with Malvin Franklin and Anatole Friedland)
- 1921 «Down Yonder»
- 1924 «O, Katharina» (music by Richard Fall[en])
- 1925 «Don't Wake Me Up, Let Me Dream» (music by Mabel Wayne[en])
- 1925 «I Miss My Swiss» (music by Abel Baer[en])
- 1926 «Hello, Aloha, How Are You?» (music by Abel Baer)
- 1927 "Lucky Lindy!"[en] (music by Abel Baer)
- 1928 «Are You Thinking of Me Tonight?» (music by Harry Akst[en] and Benny Davis[en], recorded by Al Bowlly with John Abriani's Six)
- 1928 «Ramona» (music by Mabel Wayne, recorded by Whispering Jack Smith[en], Paul Whiteman Orchestra featuring Bix Beiderbecke, and Gene Austin[en])
- 1928 Jeannine, I Dream of Lilac Time[en] (music by Nathaniel Shilkret[en], recorded by over a hundred artists)
- 1928 «Zindele Meins» («Zindele mayns»), the Yiddish version of "Sonny Boy"[en] sung by Pesach Burstein[en]
- 1929 "My Mother's Eyes"[en] (music by Abel Baer)
- 1931 «Marta» (music by Moises Simons, recorded by (Arthur Tracy,[en], The Street Singer)
- 1931 «Mama Inez» (music Eliseo Grenet[en])

## Тексти для Бродвею
- 1912 The Girl from Brighton
- 1912–1913 (From) Broadway to Paris
- 1916–1917 The Century Girl
- 1917 Doing Our Bit
- 1919 Oh, What A Girl!
- 1931 The Singing Rabbi

## Гілберт & Фрідланд
Gilbert & Friedland — музично-видавниче партнерство між композитором, виконавцем і автором пісень Анатолем Фрідландом (також Анатоль Фрідланд і Анато Фрідланд) та автором текстів Л. Вульфом Гілбертом.
- «Are You from Heaven?»
- Then You Can Come Back to Me" (1918)[en]
- While You're Away" (1918)[en]
- «That Beloved Cheater of Mine», з фільму The Beloved Cheater[en]
- "Singapore (1918), Rector Novelty Orchestra, регтайм
- «Shades of Gray»
- «Love is a Wonderful Thing»